# الصناعات الكهربائية المرتبطة
شَرِكَة الصِناعات الكًهْرَبائِيًة المُرْتًبِطًة AEI Associated Electrical Industries هي شَرِكَة بِريطانِية نَشَأَتْ كَشَرِكَةَ قابِضَة تَأَسَسَت عام 1928 نَتيجَة اندماج شِرِكَة ميتروبوليتان فيكرز (MetroPolitan-Vickers)(ومنافستها شركة طومسون هيوستن البريطانية (British Thomson Houston) (BTH) (وهي شركة من نفس الحجم ومجموعة المنتجات) إضافة إلى شركة إديسون سوان للكهربائيات (Edison Swan Electric Co) وشركة فيرجوسون بايلين ((Ferguson Pailin في أوبن شاو، مانشستر وأصبح هوارد سي.ليفايس (Howard C. Levis) -رئيس بريتيش ثومسون هوستون سابقا-، رئيس المجموعة الجديدة، معاً ستكون الشركتان واحدة من المجموعات القليلة القادرة على منافسة شركة ماركونيس ويرليس تليغراف (Marconi's Wireless Telegraph Co) وشركة إنجلش إلكتريك (English electric) على قدم المساواة. كانت تملك المجموعة أكثر من 30000 موظف.
عانت المجموعة الجديدة من ضعف التواصل والتنافس الشديد بين شركتي (Metrovick) و (BTH)، والتي ظلت كما هي شركات مقتبسة بشكل منفصل وغالبًا ما كانت تعمل في أغراض متقاطعة مع بعضها البعض. لم يكن بمقدور (AEI) ممارسة سيطرة فعالة على شركتيها الفرعيتين المتنافستين. تولى إديسون سوان (Ediswan) إنتاج الصمامات بينما توقفت Metrovick عن إنتاج الصمامات، استمرت BTH بإنتاج أجهزة الراديو وإنتاج صمامات لأغراض خاصة ولأغراض غير محلية.

## 1929
في الاجتماع السنوي عام 1929 قيل أنه تم التوصل لإتفاقية مع شركة إنترناشونال جينرال إلكتريك (International General Electric Co) مفادها ان مجموعة ِAEI ستكون قادرة على تبادل براءات الإختراع ومعلومات التصنيع مع جينرال إلكتريك، وكان لشركة جينرال إلكتريك مصلحة كبيرة في مجموعة ِAEI التي إحتفظت بها كإستثمار دون الإشارة إلى انها تريد السيطرة.

## 1932
توقف تصنيع أجهزة الإستقبال اللاسلكية

## 1937
قام فرانك ويتيل (Frank Whittle) ببناء أول نموذج أولي للمحرك النفاث في العالم في مصنع BTH في رغبي وإمتلك الشركة الدور الرئيسي في عملية التطوير، إنتقل التطوير لاحقا إلى مصنع لاتر وورث اللذي كان يقع في الإهمال في ذلك الوقت، وكان مديروا BTH متشككين في التصميم وقدموا القليل من المساعدة.

## 1938
حصلت مجموعة AEI على أسهم في وستلاند ايركرافت إلى جانب شركة جون براون (John Brown and Co.)، وتوسعت شركة BTH خلال الحرب العالمية الثانية شمال نهر آفون على طريق بوتون لصنع مغناطيسات الطائرات ومنتجات الحرب الأخرى.

## 1940
قررت شركة BTH أنها غير مهتمة بتصنيع المحركات النفاثة بسبب التزامها بالمعدات الكهربائية.
تم اختيار شركة روفر لاحقا لتصنيع المحركات النفاثة.

## 1944
تم تأميم مصنع ليتل وورث

## 1945
بعد الحرب العالمية الثانية تولى أوليفر ليتيليون (Oliver Lyttelton) إدارة ِAEI وبدأ يتوسع بشكل كبير.

## 1947
إخترع العالم المجري دينيس غابور (Dennis Gabor)التصوير المجسم ((Holography في شركة BTH في ركبي0
إستحوذت المجموعة على شركة انترناشونال ريفريجيتورز (International Refrigerator) وشركة فيكتور إكس-راي (Victor X-Ray Corporation) من شركة جينيرال إليكتريك العالمية IGE وأبدت اهتمامها بشركة بريمير إليكتريك هيترز (Premier Electric Heaters)

## 1951
إستحوذت الشركة على حصة من الاسهم في شركة سيمنز برذرز (ٍSiemens Brothers and Co)

## 1952
قامت شركة إديسون سوان التابعة لمجموعة AEI بشراء شركة بريتيش ميكانيكال برودكشنز (British Mechanical Productions) وشركة جينيرال أكسيسورز ((General Accessoriesالتابعة لهاواللتي صنعت الملحقات الكهربائية تحت العلامة التجارية Clix ، ومكونات الراديو والتلفزيون، مما ادى إلى سد الفجوة في مجموعة منتجات.AEI
تكونت مجموعة ِAEI في عام 1952 من:
1. 1.	BTH
2. 2.	MetroPolitan-Vickers Electrical Co
3. 3.	Edison Swan Electric Co
4. 4.	Ferguson Pailin
5. 5.	Hotpoint Electric Appliance Co
6. 6.	International Refrigerator Co
7. 7.	Newton Victor
8. 8.	Sunvic Controls
9. 9.	Premier Electric Heaters

## 1954
إستحوذت المجموعة على شركة بيرليك (Berlic).
من عام 1954 حتى عام 1963 كان اللورد كاندوس هو رئيس المجموعة.

## 1955
الإستحواذ على سيمينز برذرز وبالتالي الحصول على حصة 50% في صب مارين كابلز (Submarine Cables)، ثم الإستحواذ على شركة هيل توب فاوندري (Hill Top Foundry Co).
تم تشكيل أربع مجموعات صناعية لإستغلال المعلومات اللتي توفرها (UKAEA) حول تصميم «أفران» الطاقة النووية وضمت المجموعة اللتي سميت أتوميك إنيرجي جروب (ِAtomic Energy Group)
- •	AEI

مع خبرة في توليد الكهرباء من
Metropolitan-Vickers و BTH
- •	John Thompson
- •	English Electric Co
- •	Babcock and Wilcox
- •	C.A. Parsons and Co
- •	Head Wrighston and Co
- •	GEC
- •	Simon Carves .Ltd

## 1956
كانت الشركات الرئيسية في مجموعة AEI :
1. 1.طومسون هيوستن البريطانية
2. 2.ميتروبوليتان فيكرز
3. 3.Edison Swan Electric Co
4. 4.Ferguson Pailin
5. 5.AEI Lamp and Lighting Co
6. 6.Hotpoint Electric Appliance Co
7. 7.Coldrator
8. 8.Newton Victor
9. 9.Premier Electric Heaters
10. 10.Siemens Brothers and Co
11. 11.Sunvic Controls
12. 12.AEI-Birlec

تلقت شركة جون طومسون للطاقة النووية طلبا لإحدى محطات الطاقة النووية الثلاث اللتي أمرت بها الهيئة المركزية للكهرباء.

## 1957
نتيجة ذلك تم افتتاج مصنع التوربينات العملاق بتكلفة 8 مليون جنيه إسترليني في لارن.
فازت شركة (BTH) بالمناقصة لبناء محطة كهرباء بوينس آيرس الجديدة، بقيمة 35 مليون جنيه إسترليني، وإشتد التنافس مع (MetroVic)، وحاول رئيس المجموعة أوليفر ليتيليون تقليل هذا التنافس، مما أدى إلى العديد من عمليات إعادة التنظيم الفاشلة وتراجع الأرباح.

## 1958
بدأت عملية إعادة تنظيم المجموعة بهدف دمج الشركات الفرعية الثلاث في واحدة باسم AEI ، على ان تتوقف الشركات التابعة أن تكون شركات تجارية منفصلة، وهذه الثلاث شركات هي:
- •BTH
- •Metropolitan-Vickers
- •Siemens Edison Swan

شكل أعضاء مجلس الإدارة قسمين من منتجات ِAEI
- •قسم المولدات التوربينية اللتي تديرها Metropolitan-Vickers
- •قسم المصانع الثقيلة اللتي تديرها BTH

إستحوذت المجموعة على شركة (W.T. Henleys Telegraph Works Co)

## 1959
تم إنشاء أقسام إنتاج أخرى وكانت:
- •S.E.S. Cable Division
- •S.E.S. Telecommunications Division
- •Motor and Control Gear Division
- •Switchgear Division
- •Transformer Division

إستحوذت المجموعة على شركة Associated Insulation Products وشركة W.T. Henleys Telegraph Works Co وشركة London Electric Wire Co and Smiths وتم التعامل مع شركة London باعتبارها «شركة توريد» بدلا من تقسيمها.

## سيادة علامة AEI التجارية

### 1960
بدأت عملية إعادة تنظيم كاملة، حيث توقفت المجموعة عن استخدام أسماء BTH و Metrovick ، وأعيد تنظيم شركات التصنيع الرئيسية الثلاث إلى أقسام من المنتجات وكانت:
- •	قسم تصنيع التوربينات
- •	قسم تصنيع المحولات والمفاتيح الكهربائية
- •	قسم الإنشاءات.

وشملت أقسام المنتجات الأخرى:
- •	قسم السحب
- •	قسم الأجهزة الكهربائية
- •	قسم الأجهزة الإلكترونية
- •	قسم المحطات الكهربائية الثقيلة
- •	قسم المحركات ومعدات التحكم
- •	قسم الكوابل
- •	قسم الراديو والمكونات الإلكترونية
- •	قسم الاتصالات

إلى جانب شركة AEI-Hotpoint
أدى هذا إلى انخفاض كبير في المبيعات لأنه لم يكن أحد في الصناعة الكهربائية الثقيلة كان يعرف اسم AEI ، وأتبع ذلك بانخفاض كبير في سعر سهم AEI، وبحلول منتصف الستينيات كانت إمبراطورية AEI بأكملها في مأزق مالي.
تم بناء مختبر أبحاث AEI في رغبي.
نشأ تحالف مكون من:
- •AEI
- •Automatic Telephone and Electric Co
- •Ericson Telephones
- •GEC
- •Marconis Wireless Telegraph Co
- •Plessey Co
- •STC

أدى إلى تشكيل شركة قابضة إسمها Combined Telephone Holdings وإشترت هذه الشركة عبر الهاتف نقدا أكثر من نصف الأسهم في Phoenix Phone و Electric Works وعرضت شراء الباقي.
تم الإعلان عن إنشاء مصنع للكهرباء الثقيلة تحت علامة AEI في رغبي ومانشستر.
وقعت المجموعة النووية للطاقة شراكة بين شركة Nuclear Power Plant Co و AEI-John Thompson Nuclear Energy Co.
شكلت المجموعة إدارة جديدة AEI Appliances للتحكم في AEI-Hotpoint وAEI Glala لأعمال التصدير ل Hotpoint.

### 1961
أصبحت أكبر شركة مصنعة في بريطانيا تغطي مجموعة واسعة من عمليات التصميم والتصنيع والتوزيع حيث كان لديها 103,450 موظفا يعملون في أكثر من 50 مدينة بريطانية.
تم تأسيس شركة جديدة تتولى أنشطة تصنيع وبيع الزجاج لشركة GEC في ليمنغتون وويمبلي إضافة إلى AEI Lamp and Lighting Co في شيستر فيلد.

### 1962
تشغيل محطة بيركلي للطاقة النووية.

### 1963-1967
بناء وتشغيل الرادار بكلفة 25 مليون جنيه إسترليني في مرقب شيلبولتون.

### 1964
تم تأسيس مشروع مشترك مع Thorn Electrical Industries للجمع بين أنشطة التصنيع والمبيعات في منتجات الإضاءة.

### 1966
إشترت الشركة نسبة 50% المتبقية من شركة Submarine Cables من BICC.
قامت AEI و EMI بتشكيل شركة Brithish Domestic Appliances للجمع بين شركتي ِ AEI-Hotpoint و Morphy-Richards .

### 1967
تضمنت علامات AEI :
- ميتروبوليتان فيكرز
- طوموسن هيوستن البريطانية
- Edison Swan
- Siemens Brothers
- AEI Hotpoint
- Birlec
- W.T.Henley

تم تزويد المولدات التوربينية لمحطة EGGborough للطاقة الكهربائية.
إستحوذت الشركة على شركة Hackbridge Holdings هاك بريدج القابضة المحدودة واللتي كانت تصنع المحولات الكهربائية.
إستحوذت الشركة على شركة Lancashire Dynamo and Crypto المحدودة.

## الإستحواذ من قبل شركة جينرال إليكتريك

### 1967
إشترت جينيرال إليكتريك شركة الصناعات الكهربائية المرتبطة وأصبحت أكبر مجموعة كهربائية في الممكلة المتحدة.

### 1968
تم توريد المولدات التوربينية لمحطة ًWinfrith للطاقة الكهربائية.

### 1970
تم بيع شركة الكوابل البحرية لشركة الهواتف والكوابل القياسية (Standard Telephones and Cables)

## الثمانينيات
هدمت العديد من المباني في منطقة رغبي وأصبحت المنطقة الواقعة غرب المسار الأسود موقع سوبرماركت، وأصبح طريق بوتون موقع لعدة شركات صغيرة منفصلة.
1989
تم تقسيم فرع شركة جينيرال إليكتريك في رغبي إلى
- GEC Alsthom
- Cegelec Projects

## 1998
تم إعادة شركتي GEC Alsthom و Ceglec Projects إلى شركة GEC Alsthom.

## 2007
تم هدم نادي الشركة على طريق هيلمورتون، وتم استخدام المحيط الرياضي المحاط به لبناء بيوت على طول الحافة الجنوبية.